# 亞伊普里山
亞伊普里山（Yaypuri），是玻利維亞的山峰，位於該國西部拉巴斯省，處於科里丘馬山東南面，屬於安第斯山脈中基姆薩克魯斯山脈的一部分，海拔高度5,566米。